# El milagro argentino
El milagro argentino es el álbum debut de la banda argentina de rock Los Auténticos Decadentes, publicado en 1989 por Radio Trípoli y reeditado por RCA y Sony BMG.

## Lista de canciones
| El Milagro Argentino | | |          |  |
| N.º                  | Título | Escritor(es)                                                                                           | Duración |  |
| 1.                   | «(Yo Sabía,) Sabía que Tú Eras Mía»                                                                         | Jorge Aníbal “Perro Viejo” Serrano                                                                     | 3:36     |  |
| 2.                   | «Entrega el Marrón»                                                                                         | Jorge Aníbal “Perro Viejo” Serrano                                                                     | 2:29     |  |
| 3.                   | «El Jorobadito»                                                                                             | Jorge Aníbal “Perro Viejo” Serrano                                                                     | 3:43     |  |
| 4.                   | «Skabio» | Jorge Aníbal “Perro Viejo” Serrano                                                                     | 3:11     |  |
| 5.                   | «Cuerpos a Medida»                                                                                          | Jorge Aníbal “Perro Viejo” Serrano                                                                     | 3:06     |  |
| 6.                   | «Pastas y Vino»                                                                                             | Jorge Aníbal “Perro Viejo” Serrano                                                                     | 2:52     |  |
| 7.                   | «Vení, Raquel»                                                                                              | Jorge Aníbal “Perro Viejo” Serrano / Gustavo Daniel “Cucho” Parisi / Gustavo Eduardo “Nito” Montecchia | 2:51     |  |
| 8.                   | «Cuando Nació Este Amor Prohibido»                                                                          | Jorge Aníbal “Perro Viejo” Serrano                                                                     | 3:24     |  |
| 9.                   | «El Látigo de Capanga» (instrumental)                                                                       | Jorge Aníbal “Perro Viejo” Serrano                                                                     | 2:52     |  |
| 10.                  | «No Sé lo que Hacer»                                                                                        | Jorge Aníbal “Perro Viejo” Serrano                                                                     | 3:19     |  |
| 11.                  | «Loco (Tu forma de ser)»                                                                                    | Jorge Aníbal “Perro Viejo” Serrano                                                                     | 5:08     |  |
| 12.                  | «Eh, Mouse» (interpretada por Vincent Pitrelli & The Blues Sharks')                                         | Tradicional Anónimo                                                                                    | 1:09     |  |
| 13.                  | «Divina Decadencia» (no mencionada en la lámina del LP de la primera edición, a pesar de estar en el disco) | Gustavo Daniel “Cucho” Parisi / Gustavo Eduardo “Nito” Montecchia                                      | 3:57     |  |

## Personal
• Gustavo Daniel “Cucho” Parisi (acreditado como Ezequiel “Cucho” Parisi): Voz.
• Eduardo Alberto “Animal” Trípodi: Voz, coros, percusión.
• Diego Hernán “Cebolla” Demarco: Guitarra, coros.
• Jorge Aníbal “Perro Viejo” Serrano: Guitarra, voz, coros.
• Pablo Exequiel “Fortunato” Armesto: Bajo.
• Gastón “Francés” Bernardou: Percusión.
• Gustavo Eduardo “Nito” Montecchia: Guitarra, batería, coros.
• Guillerno Ricardo “Capanga” Eijo: Trompeta.
• Gabriel “Chiflo” Sánchez: Saxo tenor.
• Daniel Eduardo “La Tierna” Zimbello: Guitarra.
• Braulio D'Aguirre (acreditado como Braulio “Barulio” Aguirre): Batería.

Músicos invitados:
• Martín Damián “Mosca” Lorenzo: Percusión.
• J. F. Arwean: Hashishis.
• Darío Spiguel: Teclados.
• “Juancho” Farías Gómez: Guitarra.
• Vincent Pitrelli & The Blues Sharks:
- Vincent Pitrelli: Lead, rhythm & slide guitars.
- Emily Pagan: Violin.
- J. F. Arwean: Harmonic & bell vocals, double bass.

• Tracks 2 y 7 grabados en Estudios Sonovisión, agosto de 1989.
- Técnico de grabación y mezcla: Álvaro Villagra.
- Asistente técnico: Marcelo Arrizabalaga.
- Producción artística: Camilo Iezzi.

• Tracks 4, 5, 6 y 9 grabados en Estudios Panda, diciembre de 1988 / enero de 1989.
- Técnico de grabación y mezcla: Mario Breuer.
- Asistente técnico: Richard Etkin.
- Producción artística: Mario Breuer.

• Tracks 1, 3, 8 y 11 grabados en Estudios Panda, diciembre de 1988.
- Técnico de grabación y mezcla: Mario Breuer.
- Asistente técnico: Richard Etkin.
- Producción artística: Mario Breuer.

• Producción ejecutiva: Los Auténticos Decadentes y Domingo Guarma.